# Voo Flydubai 981

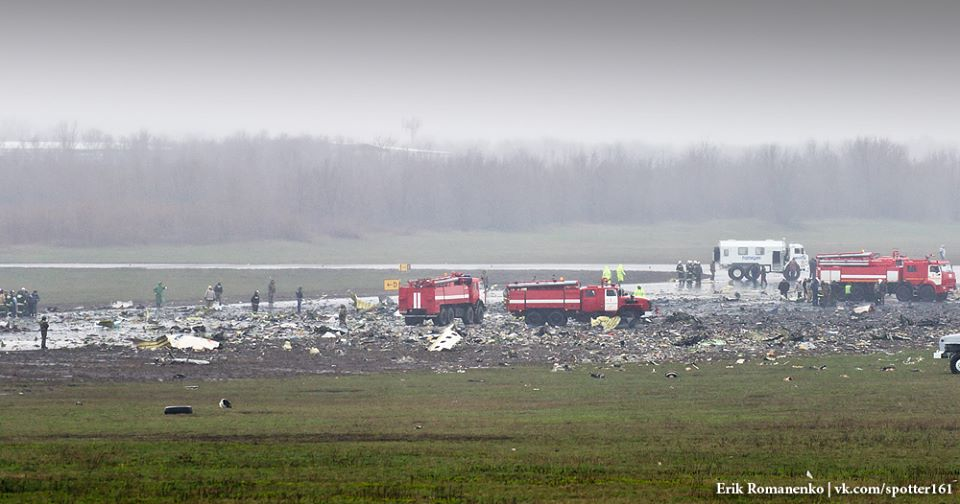
Destroços da aeronave

O voo Flydubai 981 foi um voo comercial internacional partindo do Aeroporto Internacional de Dubai, Emirados Árabes Unidos, para o Aeroporto de Rostov do Don, Rússia, operado pela companhia árabe Flydubai, utilizando um Boeing 737-8KN. Em 19 de março de 2016, a aeronave fez duas tentativas fracassadas de pouso em Rostov do Don, durante uma tempestade severa. Depois de arremeter pela segunda vez, a aeronave subiu para 4 mil pés (1 200 metros) e, em seguida, desceu rapidamente e colidiu com o solo em alta velocidade. Todas as 62 pessoas a bordo da aeronave morreram.

## Aeronave
A aeronave envolvida era um Boeing 737-800 de 5 anos de idade. Registrado como A6-FDN, ele era equipado com dois motores CFM56. Seu primeiro voo foi em 21 de dezembro de 2010, e foi entregue à Flydubai em 24 de janeiro de 2011.

## Acidente
O Voo 981 da Flydubai foi programado para realizar a rota entre Dubai, nos Emirados Árabes Unidos e Rostov do Don, na Rússia. O voo partiu às 2h20 (horário local) e chegou ao Aeroporto de Rostov-on-Don às 4h20 (hora local). A aeronave abortou sua primeira tentativa de pouso em condições de má visibilidade e foi instruído para circular as proximidades durante duas horas. A aeronave caiu durante sua segunda tentativa de pouso, já em aproximação final na pista 22.
O site de rastreamento de voo Flightradar24 mostrou que a aeronave tentou pousar na pista 22, executou uma arremetida, fez dois giros de 360° e manteve-se circulando a região por mais de uma hora (7h24 - 8h23 UTC). Em seguida, ele iniciou uma nova aproximação na pista 22, alinhando-se com ela e iniciando sua descida final. No entanto, antes de chegar ao aeroporto, a aeronave começou a subir novamente. Após subir novamente para mais de 3 000 pés, ele iniciou uma descida brusca e caiu às 8h41 (UTC), dentro de 100-300 metros da pista.
De acordo com um relatório, a aeronave caiu 50-100 metros (160-330 pés) à esquerda da pista. Durante uma conferência de imprensa, o chefe dos Ministérios de emergência local afirmou que "o avião desintegrou completamente no início da pista." O Ministério de emergência da Rússia informou que a aeronave atingiu o solo com sua asa antes do acidente. Um vídeo enviado pela CCTV logo após o acidente, mostra a aeronave em uma descida acentuada ao solo, seguido de uma explosão, embora a autenticidade do vídeo não tenha sido confirmada.

## Meteorologia
No momento do acidente a temperatura era de 6 °C, a visibilidade era de 3 500 m (11 500 pés) com leves pancadas de chuva e nuvens esparsas a 1 800 pés (550 m).
Além disso, o ATC informou que havia uma tesoura de vento no curso durante a aproximação final. A velocidade do vento era de 14 m/s (31 mph; 27 kn), com rajadas 18 m/s (40 mph; 35 kn).

## Passageiros e tripulação
| Nacionalidade | Passageiros | Tripulantes |
| ------------- | ----------- | ----------- |
| Rússia        | 44          | 1           |
| Ucrânia       | 8           | 0           |
| Índia         | 2           | 0           |
| Uzbequistão   | 1           | 0           |
| Espanha       | 0           | 2           |
| Colômbia      | 0           | 1           |
| Chipre        | 0           | 1           |
| Quirguistão   | 0           | 1           |
| Seicheles     | 0           | 1           |
| Total         | 55          | 7           |

Havia 62 pessoas a bordo, 55 passageiros e 7 tripulantes. Todos os 62 a bordo morreram no acidente.

### Tripulação
O comandante, Aristos Sokratous, de 38 anos, era de Chipre, E possuía 5.965 horas de voo. Sokratous foi promovido a comandante um ano e meio antes do acidente. Ele estava prestes a deixar a companhia após aceitar emprego com a Ryanair, que o permitiria morar com sua família em Chipre. Sua esposa estava prestes a dar luz ao seu primeiro filho poucas semanas após o acidente. De acordo com vários funcionários da Flydubai, Sokratous decidiu deixar a companhia devido a problemas de fadiga e estilo de vida.
O co-piloto, Alejandro Cruz Alava, de 37 anos, era espanhol. Ele  tinha 5 769 horas de voo. Alejandro foi contratado pela Flydubai dois anos antes do acidente, tendo voado anteriormente por duas companhias aéreas regionais na Espanha.
Ambos os pilotos tinham experiência em pouso no Aeroporto de Rostov do Don. 
A tripulação de cabine eram de cinco países diferentes, Rússia, Espanha, Seicheles, Colômbia e Quirguistão.

### Passageiros
Embora o avião possuísse 189 assentos, havia apenas 55 passageiros a bordo: 44 russos, oito ucranianos, dois indianos e um do Uzbequistão. Quatro dos passageiros eram crianças.

## Investigação
No dia do acidente, uma comissão foi criada pela Interstate Aviation Committee para investigar as circunstâncias e causas do acidente. Enquanto a investigação estava sendo feita, a Comissão incluiu os representantes das autoridades de aviação dos Emirados Árabes Unidos e  França.
O Comitê de Investigação da Rússia também abriu uma investigação criminal sobre quaisquer violações de segurança possíveis que levaram ao acidente fatal. Em um comunicado, foi enumerado "erro da tripulação, falha técnica, condições climáticas adversas e outros fatores", como possíveis razões do acidente. Terrorismo foi imediatamente descartado como a causa do acidente.
Ambas caixas-pretas foram recuperadas no local do acidente.
Em 20 de março de 2016, os investigadores concluíram um levantamento dos destroços. Especialistas russos e dos Emirados Árabes Unidos iniciaram uma análise dos dados do radar, das comunicações da tripulação de vôo com o ATC e das informações meteorológicas. Os dois gravadores de vôo foram recuperados do local do acidente e entregues ao Comitê de Aviação Interestadual em Moscou. 
Em 20 e 21 de março de 2016, investigadores da Rússia, Emirados Árabes Unidos (Emirados Árabes Unidos) e França extraíram os módulos de memória de seus invólucros de proteção e baixaram os dados do gravador de dados de voo (FDR) e do gravador de voz da cabine (CVR) . Ambos os gravadores funcionaram normalmente até o momento do impacto. Embora seus invólucros externos tenham sofrido alguns danos, a qualidade de ambas as gravações foi boa. Foi elaborada uma transcrição da comunicação entre o Comandante e o Primeiro Oficial, à medida que os dados foram analisados. Eles também começaram a sincronizar informações dos gravadores de vôo, dados ATC e informações meteorológicas. 
Em 21 de março de 2016, os investigadores em Rostov-on-Don terminaram de coletar os destroços do local do acidente e começaram a reconstruir o layout da fuselagem em um hangar . Outro grupo de investigadores, sediado em Moscou, junto com investigadores dos Emirados, representantes de companhias aéreas e especialistas de Chipre e Espanha, começou a coletar e analisar materiais sobre a aeronavegabilidade da aeronave, a preparação do voo 981 antes da partida e o treinamento de sua tripulação . 
Em 23 de março de 2016, investigadores russos e estrangeiros começaram a testar o equipamento de comunicação de rádio do aeroporto de Rostov, examinar as comunicações do ATC com outras tripulações de vôo antes do acidente e avaliar as ações do ATC e dos serviços meteorológicos do aeroporto. Usando dados recuperados dos gravadores de voo, bem como informações do registro de manutenção da aeronave e documentação de voo, os investigadores começaram a analisar a operação de todos os sistemas da aeronave do Voo 981, incluindo o sistema de controle de voo e motores, e também analisar as ações e o estado da tripulação de voo durante todo o voo.  
Em 29 de março de 2016, o IAC anunciou que uma análise preliminar das informações dos gravadores de vôo não mostrou falhas em nenhum sistema, motor ou outro componente da aeronave descoberto até o momento. O certificado de aeronavegabilidade estava válido, todo o histórico de manutenção necessária estava em boas condições no momento da partida.  Uma transcrição de mais de duas horas das últimas comunicações da tripulação foi preparada, mas não foi divulgada para a imprensa, uma vez que as regras internacionais e russas de investigação de acidentes aéreos proíbem a publicação.  O IAC solicitou que a Boeing fornecesse documentação técnica para auxiliar na avaliação das operações do sistema da aeronave e sobre todos os incidentes anteriores semelhantes com fuselagens da Boeing. 
Em 20 de abril de 2016, um primeiro relatório provisório foi publicado pelo IAC. 
Em agosto de 2018, o IAC começou a reconstruir os dados do sistema head-up display (HUD). 
Em 26 de novembro de 2019, o IAC divulgou seu relatório final do acidente. 

## Relatório Final
Em 26 de novembro de 2019, o IAC publicou o relatório final afirmando que o acidente foi causado por uma configuração incorreta da aeronave e pilotagem incorreta da tripulação, e a subsequente perda da consciência situacional do piloto em comando em condições meteorológicas de instrumentos noturnos. A configuração incorreta refere-se à realização do procedimento de arremetida com trem de pouso retraído e flaps, mas com o empuxo máximo disponível consistente com a Manobra de Fuga de Tesoura de vento combinada com uma aeronave leve que levou um momento de nariz para cima excessivo substancial.

## Na Cultura Popular
O acidente foi demonstrado no primeiro episódio da temporada 22 do episódio da série Mayday! Desastres Aéreos